# World Cup 1997 (Tischtennis)
| 1996 ← World Cup → 1998 | 1996 ← World Cup → 1998                        | 1996 ← World Cup → 1998  |
| ----------------------- | ---------------------------------------------- | ------------------------ |
|                         | Männer                                         | Frauen                   |
| Datum                   | 23.10.–26.10.                                  | 12.09.–14.09.            |
| Ort                     | Nîmes                                          | Shanghai                 |
| Auflage                 | 18                                             | 2                        |
| Sieger                  | Zoran Primorac Kong Linghui Uladsimir Samsonau | Wang Nan Li Ju Li Chunli |

Der Tischtennis-World Cup 1997 fand für die Männer in seiner 18. Austragung vom 23. bis 26. Oktober im französischen Nîmes und für die Frauen in seiner 2. Austragung vom 12. bis 14. September im chinesischen Shanghai statt. Gold ging an den Kroaten Zoran Primorac und Wang Nan aus China.

## Modus
An jedem Wettbewerb nahmen 16 Sportler teil, die auf vier Gruppen mit je vier Sportlern aufgeteilt wurden. Die Gruppenersten und -zweiten rückten in die im K.o.-Modus ausgetragene Hauptrunde vor. Die Halbfinal-Verlierer trugen ein Spiel um Platz 3 aus. Gespielt wurde in der Gruppenphase mit zwei Gewinnsätzen, danach (außer das Spiel um Platz 3 bei den Frauen) mit drei Gewinnsätzen.

## Teilnehmer
| Platz | Männer            | TN | Frauen         | TN |
| ----- | ----------------- | -- | -------------- | -- |
| 1     | Zoran Primorac    | 5  | Wang Nan       | 1  |
| 2     | Kong Linghui      | 4  | Li Ju          | 1  |
| 3     | Vladimir Samsonov | 2  | Li Chunli      | 1  |
| 4     | Christophe Legoût | 1  | Geng Lijuan    | 2  |
| 5     | Kim Taek-soo      | 6  | Jie Schöpp     | 2  |
| 5     | Jan-Ove Waldner   | 13 | Wang Chen      | 2  |
| 5     | Liu Guoliang      | 3  | Chai Po Wa     | 2  |
| 5     | Jörg Roßkopf      | 5  | Chen Jing      | 1  |
| 9     | Patrick Chila     | 3  | Csilla Bátorfi | 1  |
| 9     | Damien Éloi       | 2  | Ni Xialian     | 2  |
| 9     | Wenguan Huang     | 5  | Ryu Ji-hae     | 1  |
| 9     | Kalinikos Kreanga | 2  | Krisztina Tóth | 1  |
| 13    | Hugo Hoyama       | 6  | Chan Tan Lui   | 2  |
| 13    | Peter Jackson     | 6  | Lyanne Kosaka  | 1  |
| 13    | Kazeem Nostru     | 1  | Bimbo Owopetu  | 1  |
| 13    | Jean-Michel Saive | 8  | Tong Fei-Ming  | 1  |

## Männer

### Gruppenphase

#### Gruppe 1
|                   | Ergebnis |                   |
| ----------------- | -------- | ----------------- |
| Jan-Ove Waldner   | 2:0      | Christophe Legoût |
| Jan-Ove Waldner   | 2:1      | Damien Éloi       |
| Jan-Ove Waldner   | 2:1      | Jean-Michel Saive |
| Christophe Legoût | 2:0      | Damien Éloi       |
| Christophe Legoût | 2:0      | Jean-Michel Saive |
| Damien Éloi       | 2:0      | Jean-Michel Saive |

| Platz | Spieler           | Spiele | Sätze | Punkte |
| ----- | ----------------- | ------ | ----- | ------ |
| 1     | Jan-Ove Waldner   | 3      | 6:2   | 6      |
| 2     | Christophe Legoût | 3      | 4:2   | 5      |
| 3     | Damien Éloi       | 3      | 3:4   | 4      |
| 4     | Jean-Michel Saive | 3      | 1:6   | 3      |

#### Gruppe 2
|               | Ergebnis |               |
| ------------- | -------- | ------------- |
| Jörg Roßkopf  | 2:0      | Kong Linghui  |
| Jörg Roßkopf  | 0:2      | Wenguan Huang |
| Jörg Roßkopf  | 2:0      | Peter Jackson |
| Kong Linghui  | 2:0      | Wenguan Huang |
| Kong Linghui  | 2:0      | Peter Jackson |
| Wenguan Huang | 2:0      | Peter Jackson |

| Platz | Spieler       | Spiele | Sätze | Punkte |
| ----- | ------------- | ------ | ----- | ------ |
| 1     | Jörg Roßkopf  | 3      | 4:2   | 5      |
| 2     | Kong Linghui  | 3      | 4:2   | 5      |
| 3     | Wenguan Huang | 3      | 4:2   | 5      |
| 4     | Peter Jackson | 3      | 0:6   | 3      |

#### Gruppe 3
|                    | Ergebnis |                    |
| ------------------ | -------- | ------------------ |
| Zoran Primorac     | 2:0      | Uladsimir Samsonau |
| Zoran Primorac     | 2:0      | Patrick Chila      |
| Zoran Primorac     | 2:0      | Hugo Hoyama        |
| Uladsimir Samsonau | 2:0      | Patrick Chila      |
| Uladsimir Samsonau | 2:1      | Hugo Hoyama        |
| Patrick Chila      | 2:0      | Hugo Hoyama        |

| Platz | Spieler            | Spiele | Sätze | Punkte |
| ----- | ------------------ | ------ | ----- | ------ |
| 1     | Zoran Primorac     | 3      | 6:0   | 6      |
| 2     | Uladsimir Samsonau | 3      | 4:3   | 5      |
| 3     | Patrick Chila      | 3      | 2:4   | 4      |
| 4     | Hugo Hoyama        | 3      | 1:6   | 3      |

#### Gruppe 4
|                   | Ergebnis |                   |
| ----------------- | -------- | ----------------- |
| Liu Guoliang      | 2:0      | Kim Taek-soo      |
| Liu Guoliang      | 1:2      | Kalinikos Kreanga |
| Liu Guoliang      | 2:0      | Kazeem Nostru     |
| Kim Taek-soo      | 2:0      | Kalinikos Kreanga |
| Kim Taek-soo      | 2:0      | Kazeem Nostru     |
| Kalinikos Kreanga | 2:0      | Kazeem Nostru     |

| Platz | Spieler           | Spiele | Sätze | Punkte |
| ----- | ----------------- | ------ | ----- | ------ |
| 1     | Liu Guoliang      | 3      | 5:2   | 5      |
| 2     | Kim Taek-soo      | 3      | 4:2   | 5      |
| 3     | Kalinikos Kreanga | 3      | 4:3   | 5      |
| 4     | Kazeem Nostru     | 3      | 0:6   | 3      |

### Hauptrunde
|  | Viertelfinale      | Viertelfinale      |                |                   | Halbfinale         | Halbfinale |  |  | Finale | Finale |
|  |                    |                    |                |                   |                    |            |  |  |        |        |
|  |                    |                    |                |                   |                    |            |  |  |        |        |
|  | Jan-Ove Waldner    | 0                  |                |                   |                    |            |  |  |        |        |
|  | Jan-Ove Waldner    | 0                  |                |                   |                    |            |  |  |        |        |
|  | Kong Linghui       | 3                  |                |                   |                    |            |  |  |        |        |
|  | Kong Linghui       | 3                  | Kong Linghui   | 3                 |                    |            |  |  |        |        |
|  |                    |                    | Kong Linghui   | 3                 |                    |            |  |  |        |        |
|  |                    | Uladsimir Samsonau | 1              |                   |                    |            |  |  |        |        |
|  | Uladsimir Samsonau | Uladsimir Samsonau | 1              | 3                 |                    |            |  |  |        |        |
|  | Uladsimir Samsonau |                    |                | 3                 |                    |            |  |  |        |        |
|  | Liu Guoliang       | 1                  |                |                   |                    |            |  |  |        |        |
|  |                    |                    | Kong Linghui   | 0                 |                    |            |  |  |        |        |
|  |                    |                    |                | Zoran Primorac    | 3                  |            |  |  |        |        |
|  | Zoran Primorac     | 3                  |                |                   |                    |            |  |  |        |        |
|  | Kim Taek-soo       | 0                  |                |                   |                    |            |  |  |        |        |
|  | Kim Taek-soo       | 0                  | Zoran Primorac | 3                 |                    |            |  |  |        |        |
|  |                    |                    | Zoran Primorac | 3                 | Spiel um Platz 3   |            |  |  |        |        |
|  |                    | Christophe Legoût  | 0              |                   |                    |            |  |  |        |        |
|  | Christophe Legoût  | Christophe Legoût  | 0              | 3                 | Uladsimir Samsonau | 3          |  |  |        |        |
|  | Christophe Legoût  |                    |                | 3                 | Uladsimir Samsonau | 3          |  |  |        |        |
|  | Jörg Roßkopf       | 2                  |                | Christophe Legoût | 0                  |            |  |  |        |        |
|  | Jörg Roßkopf       | 2                  |                |                   | 0                  |            |  |  |        |        |
|  |                    |                    |                |                   |                    |            |  |  |        |        |

## Frauen

### Gruppenphase

#### Gruppe 1
|            | Ergebnis |               |
| ---------- | -------- | ------------- |
| Li Ju      | 2:0      | Li Chunli     |
| Li Ju      | 2:0      | Ryu Ji-hae    |
| Li Ju      | 2:0      | Tong Fei-Ming |
| Li Chunli  | 2:1      | Ryu Ji-hae    |
| Li Chunli  | 2:0      | Tong Fei-Ming |
| Ryu Ji-hae | 2:1      | Tong Fei-Ming |

| Platz | Spieler       | Spiele | Sätze | Punkte |
| ----- | ------------- | ------ | ----- | ------ |
| 1     | Li Ju         | 3      | 6:0   | 6      |
| 2     | Li Chunli     | 3      | 4:3   | 5      |
| 3     | Ryu Ji-hae    | 3      | 3:5   | 4      |
| 4     | Tong Fei-Ming | 3      | 1:6   | 3      |

#### Gruppe 2
|                | Ergebnis |                |
| -------------- | -------- | -------------- |
| Wang Nan       | 2:0      | Geng Lijuan    |
| Wang Nan       | 2:1      | Csilla Bátorfi |
| Wang Nan       | 2:0      | Bimbo Owopetu  |
| Geng Lijuan    | 2:0      | Csilla Bátorfi |
| Geng Lijuan    | 2:0      | Bimbo Owopetu  |
| Csilla Bátorfi | 2:0      | Bimbo Owopetu  |

| Platz | Spieler        | Spiele | Sätze | Punkte |
| ----- | -------------- | ------ | ----- | ------ |
| 1     | Wang Nan       | 3      | 6:1   | 6      |
| 2     | Geng Lijuan    | 3      | 4:2   | 5      |
| 3     | Csilla Bátorfi | 3      | 3:4   | 4      |
| 4     | Bimbo Owopetu  | 3      | 0:6   | 3      |

#### Gruppe 3
|                | Ergebnis |                |
| -------------- | -------- | -------------- |
| Chen Jing      | 2:0      | Jie Schöpp     |
| Chen Jing      | 2:0      | Krisztina Tóth |
| Chen Jing      | 2:0      | Chan Tan Lui   |
| Jie Schöpp     | 2:0      | Krisztina Tóth |
| Jie Schöpp     | 2:0      | Chan Tan Lui   |
| Krisztina Tóth | 2:0      | Chan Tan Lui   |

| Platz | Spieler        | Spiele | Sätze | Punkte |
| ----- | -------------- | ------ | ----- | ------ |
| 1     | Chen Jing      | 3      | 6:0   | 6      |
| 2     | Jie Schöpp     | 3      | 4:2   | 5      |
| 3     | Krisztina Tóth | 3      | 2:4   | 4      |
| 4     | Chan Tan Lui   | 3      | 0:6   | 3      |

#### Gruppe 4
|            | Ergebnis |               |
| ---------- | -------- | ------------- |
| Chai Po Wa | 2:1      | Wang Chen     |
| Chai Po Wa | 2:0      | Ni Xialian    |
| Chai Po Wa | 2:0      | Lyanne Kosaka |
| Wang Chen  | 2:0      | Ni Xialian    |
| Wang Chen  | 2:0      | Lyanne Kosaka |
| Ni Xialian | 2:0      | Lyanne Kosaka |

| Platz | Spieler       | Spiele | Sätze | Punkte |
| ----- | ------------- | ------ | ----- | ------ |
| 1     | Chai Po Wa    | 3      | 6:1   | 6      |
| 2     | Wang Chen     | 3      | 5:2   | 5      |
| 3     | Ni Xialian    | 3      | 2:4   | 4      |
| 4     | Lyanne Kosaka | 3      | 0:6   | 3      |

### Hauptrunde
|  | Viertelfinale | Viertelfinale |           |           | Halbfinale       | Halbfinale |  |  | Finale | Finale |
|  |               |               |           |           |                  |            |  |  |        |        |
|  |               |               |           |           |                  |            |  |  |        |        |
|  | Li Ju         | 3             |           |           |                  |            |  |  |        |        |
|  | Li Ju         | 3             |           |           |                  |            |  |  |        |        |
|  | Wang Chen     | 0             |           |           |                  |            |  |  |        |        |
|  | Wang Chen     | 0             | Li Ju     | 3         |                  |            |  |  |        |        |
|  |               |               | Li Ju     | 3         |                  |            |  |  |        |        |
|  |               | Geng Lijuan   | 0         |           |                  |            |  |  |        |        |
|  | Geng Lijuan   | Geng Lijuan   | 0         | 3         |                  |            |  |  |        |        |
|  | Geng Lijuan   |               |           | 3         |                  |            |  |  |        |        |
|  | Chen Jing     | 0             |           |           |                  |            |  |  |        |        |
|  |               |               | Li Ju     | 2         |                  |            |  |  |        |        |
|  |               |               |           | Wang Nan  | 3                |            |  |  |        |        |
|  | Chai Po Wa    | 0             |           |           |                  |            |  |  |        |        |
|  | Li Chunli     | 3             |           |           |                  |            |  |  |        |        |
|  | Li Chunli     | 3             | Li Chunli | 0         |                  |            |  |  |        |        |
|  |               |               | Li Chunli | 0         | Spiel um Platz 3 |            |  |  |        |        |
|  |               | Wang Nan      | 3         |           |                  |            |  |  |        |        |
|  | Jie Schöpp    | Wang Nan      | 3         | 0         | Geng Lijuan      | 0          |  |  |        |        |
|  | Jie Schöpp    |               |           | 0         | Geng Lijuan      | 0          |  |  |        |        |
|  | Wang Nan      | 3             |           | Li Chunli | 2                |            |  |  |        |        |
|  | Wang Nan      | 3             |           |           | 2                |            |  |  |        |        |
|  |               |               |           |           |                  |            |  |  |        |        |

## Sonstiges
Auch unter Berücksichtigung sowohl der Männer- als auch der Frauenwettbewerbe gewann Li Chunli als erste und bisher (Stand 2019) einzige ozeanische (wenn auch in China geborene) Sportlerin eine World-Cup-Medaille. Diese Medaille ist gleichzeitig die zweite (nach der 1993 vom ebenfalls aus China stammenden Kanadier Wenguan Huang gewonnenen) und bisher letzte, die nicht nach Europa oder Asien ging.
Mit 13 World-Cup-Teilnahmen verbesserte Jan-Ove Waldner seinen Rekord vom Vorjahr.
Bei den Männern nahmen nur drei Asiaten am World Cup teil, was einen neuen und immer noch gültigen Negativrekord darstellte (Stand 2020).[veraltet]